# Plantenparasitaire aaltjes

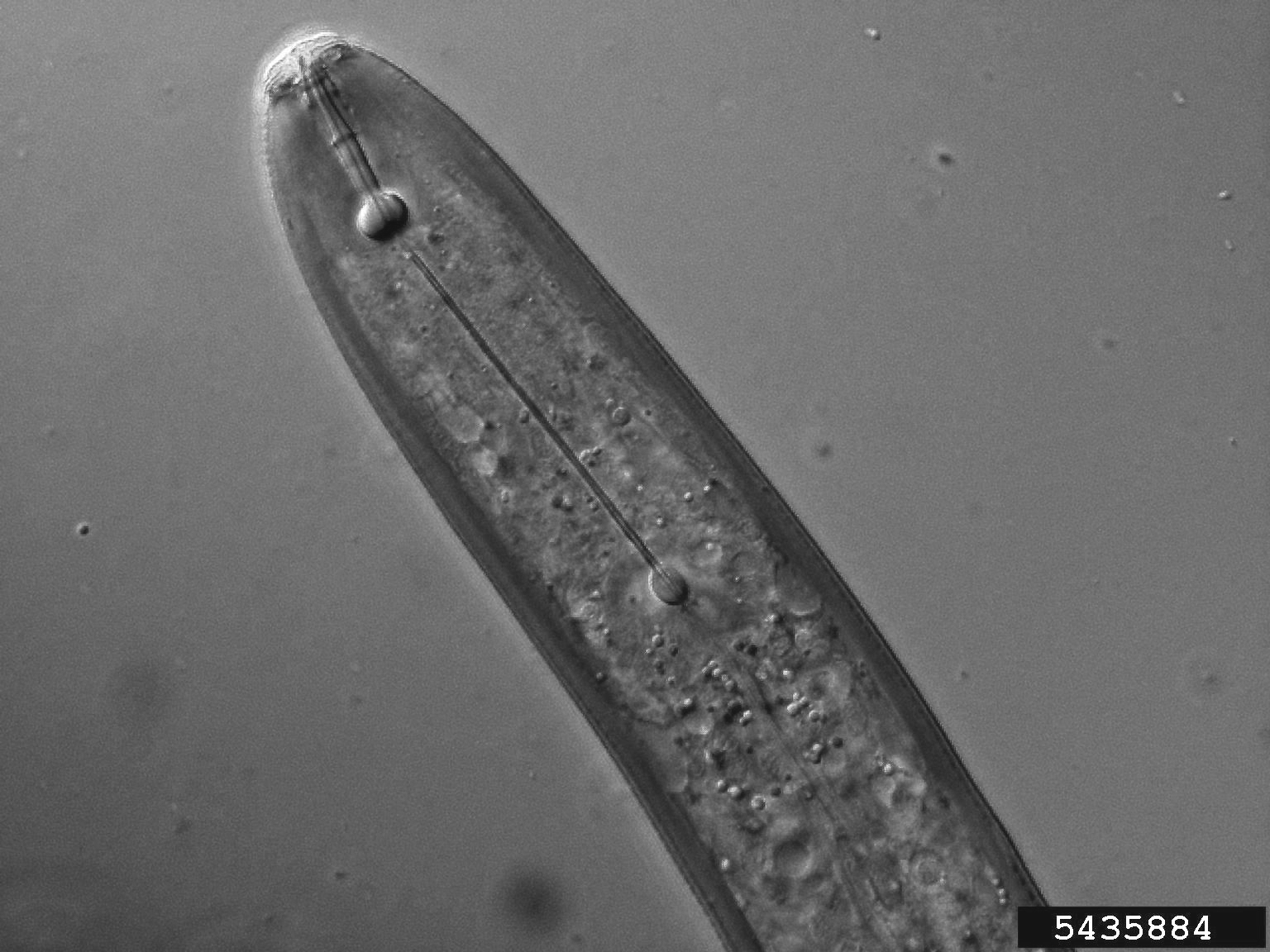
Stilet bij een plantenparasitair Pratylenchus sp.-aaltje

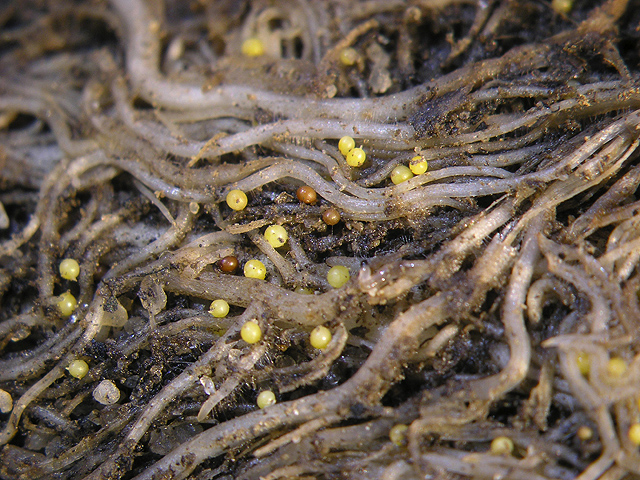
Aardappelcystenaaltjes op de wortels van een aardappelplant.

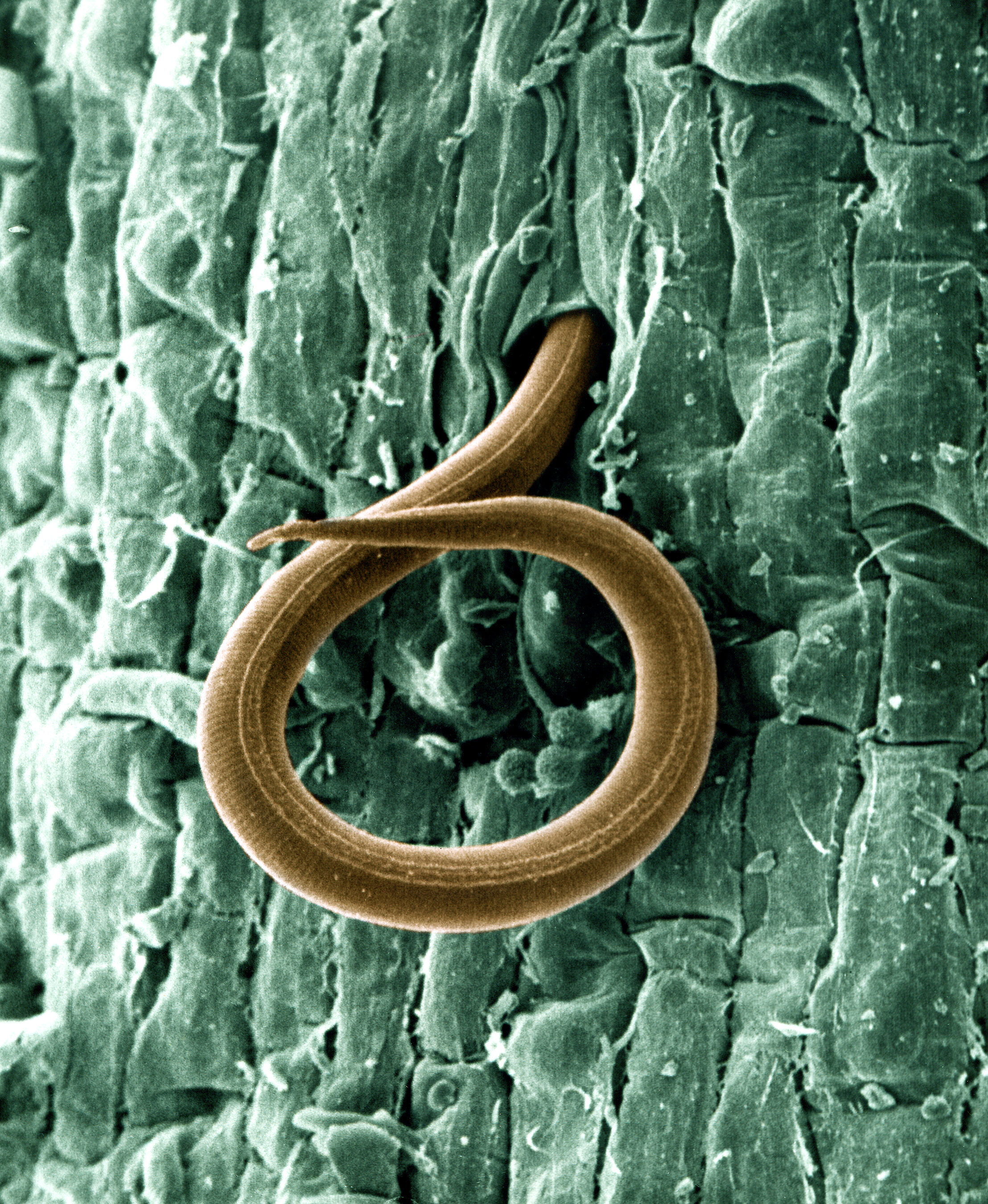
Meloidogyne incognita-aaltje dat een tomatenwortel binnendringt, vergroting 500X

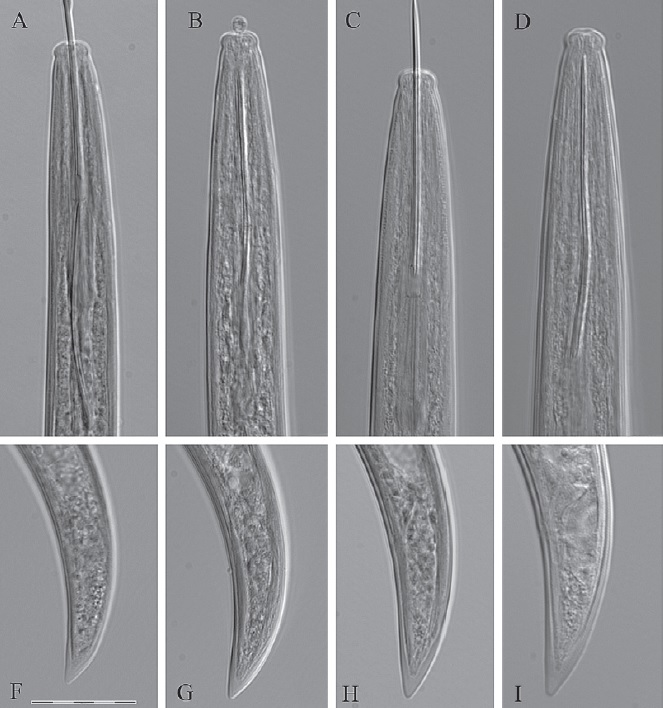
Xiphinema parasimile. A-D, Voorste gebied van de L1, L2, L3 en L4 larvale stadia; F-I, Staart van de L1, L2, L3 en L4 larvale stadia; Schaal: A-I, 20 μm.

Plantenparasitaire aaltjes zijn rondwormen, die op planten parasiteren. Plantenparasitaire aaltjes hebben een stilet, waarmee ze de plantencellen aanprikken en vervolgens leegzuigen.
Vele plantenparasitaire aaltjes kunnen als er geen plantengastheer aanwezig is, zich ook op schimmelweefsel voortplanten, zoals Aphelenchoides-soorten en de dennenhoutnematode. Laboratoriumtests hebben aangetoond dat Botrytis cinerea en veel Rhizoctonia-soorten gunstige schimmels zijn voor de groei en voortplanting van het chrysantenbladaaltje. Deze schimmels worden ook gebruikt om andere Aphelenchoides-soorten te kweken en te vermeerderen.
Palaeonema phyticum is het oudst bekende aaltje, die in het vroege Devoon voorkwam. Het aaltje parasiteerde Aglaophyton major.
Er zijn vrijlevende aaltjes, zoals de wortellesieaaltjes en aaltjes die in de plant leven, zoals de wortelknobbelaaltjes.
Plantenparasitaire aaltjes veroorzaken schade aan de wortelweefsels, inclusief de vorming van zichtbare gallen, zoals de wortelknobbelaaltjes. Er is oogstderving door een slechtere groei van het gewas. Vaak ontstaan er valplekken, dat zijn plekken met een slechtere groei door de plaatselijk hogere aantallen aaltjes.
Verschillende planten parasitaire aaltjessoorten, zoals het maïswortelknobbelaaltje en het bedrieglijk maiswortelknobbelaaltje, behoren tot de quarantaine organismen.
Plantenparasitaire aaltjes omvatten verschillende groepen, die ernstige gewasverliezen veroorzaken. De meest voorkomende geslachten met plantenparasitaire aaltjessoorten zijn:
- Aphelenchoides (bladaaltjes),
- Ditylenchus (stengelaaltje),
- Globodera (aardappelcystenaaltjes),
- Heterodera (wit bietencystenaaltje),
- Longidorus,
- Meloidogyne (wortelknobbelaaltjes),
- Nacobbus,
- Pratylenchus (wortellesieaaltjes),
- Trichodorus en
- Xiphinema.

## Pathotypen
Bij soorten van plantenparasitaire aaltjes kunnen pathotypen voorkomen. Een pathotype is een systematische eenheid binnen een aaltjessoort, die niet is te onderscheiden op morfologische kenmerken. Pathotypen verschillen van elkaar doordat ze bepaalde resistenties bij plantenrassen van één of enkele waardplantsoorten hebben doorbroken. Zo zijn van het aardappelcystenaaltje momenteel 5 pathotypen bekend: Ro1, Ro2, Ro3, Ro4 en Ro5. Ro1 komt in Nederland het meeste voor en Ro4 en Ro5 het minste. Het wortelknobbelaaltje Meloidogyne arenaria heeft 3 pathotypen, waarvan pathotype 1 het meest voorkomt in Amerika op pinda.

## Verspreiding aaltjes
Rondwormen kunnen verspreid worden door landbouwmachines, verontreinigde grond, plantmateriaal, dieren of insecten. Zo maakt de dennenhoutnematode Bursaphelenchus xylophilus gebruik van boktorren van het geslacht Monochamus voor de verspreiding. Om van boom naar boom te komen gebruikt Bursaphelenchus xylophilus de boktor als transportmiddel. Als de kevers in juni tot juli uitkomen kunnen de rondwormen van aangetaste bomen onder de dekschilden en in de ademopeningen meeliften naar gezonde bomen, waar de kever de jonge twijgen en naalden door rijpingsvraat aantast. De rondwormen verlaten op dat moment de boktor en dringen door bastwonden de harskanalen binnen. In het hout vermeerdert de rondworm zich en zorgt voor verstopping van de houtvaten, waardoor de boom verwelkt en dood gaat.

## Virusoverbrengers
Rondwormen kunnen schadelijke virussen overdragen, zoals Xiphinema spp, Longidorus spp, Trichodorus spp. Xiphinema diversicaudatum kan het arabis-mozaïekvirus over brengen bij Fraxinus en het strawberry latent ringspot virus bij aardbeien. X. americanum is een overbrenger van het tabaksringvlekvirus (tobacco ringspot virus). Xiphinema index draagt het grapevine fanleaf virus over.

## Bestrijding
Parasitaire plantenaaltjes kunnen bestreden worden door nematiciden, vruchtwisseling of gebruik te maken van resistente rassen. Bij het gebruik van resistente rassen kunnen echter pathotypen gaan optreden, zoals bij het aardappelcystenaaltje, waarvan thans 5 pathotypen bestaan. Het blijft dan een race tussen de plantenveredelaar en de aanpassingssnelheid van het aaltje.

### Aaltjesdodende plantensoorten
Ook kunnen plantensoorten als Tagetes patula of andere Tagetes-soorten ingezet worden tegen de wortellesieaaltjes.
Het wortelexudaat van de Tagetesplanten thiophene a-terthienyl doodt de aaltjes. Een nadeel hiervan is dat er in het betreffende seizoen geen gewas geteeld kan worden.

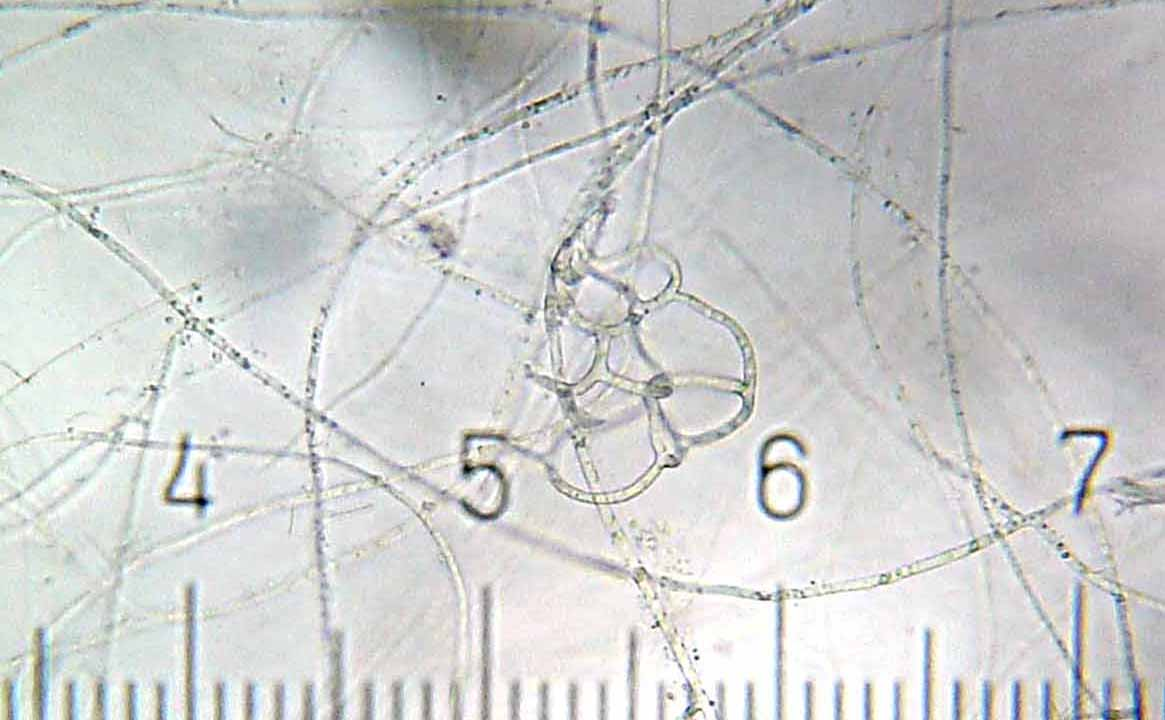
Kleverige netten van een Arthrobotrys-soort

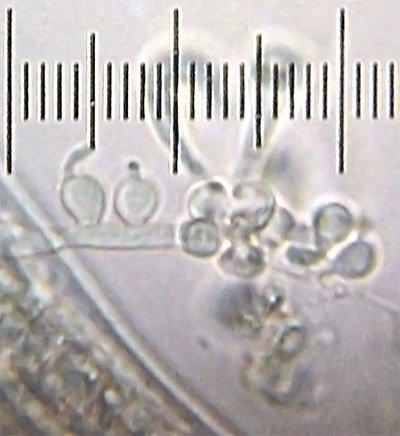
Closeup met conidiofoor van de endoparasitische nematofaag Harposporium anguillulae

### Natuurlijke antagonisten
Een andere mogelijkheid is het gebruik van natuurlijke antagonisten zoals nematofage schimmels als Gliocladium roseum, waarvan de conidia zich hechten aan de cuticula van het aaltje, ontkiemen en met hun kiemhyfen het aaltje binnendringen en doden. De sikkelvormige, iets schroefvormige mitosporen van de schimmel Harposporium anguillulae worden opgenomen door de mond van de Rhabditis-rondworm. Ze schroeven zich vervolgens met de scherpe punt vast in het farynxweefsel van de rondworm, waar ze kiemen en verder naar binnen groeien en een dikwandig mycelium vormen. Het mycelium lost het weefsel van het verteringskanaal op. Dunwandige hyfen groeien vervolgens door het cuticulum naar buiten en vormen de conidoforen. In de rondworm worden vaak chlamydosporen gevormd. Mortierella globalpina leeft onder andere van het maïswortelknobbelaaltje door de hyfen vast te hechten aan de cuticula, deze te doorboren en vervolgens de cellulaire inhoud van het aaltje te verteren. Engyodontium aranearum en Purpureocillium lilacinum infecteren de eieren van wortelknobbelaaltjes en verteren ze. Ook schimmelsoorten van het geslacht Pochonia, zoals Pochonia chlamydosporia kunnen parasitaire rondwormeneieren aantasten. Chitosan, een natuurlijk biocide, lokt plantenafweerreacties uit waarbij parasitaire cystenaaltjes op de wortels van soja, maïs, suikerbiet, aardappel en tomaat gedood worden, maar niet de niet-parasitaire aaltjes in de bodem.

### Grondstomen
Stomen van de grond, waarbij de grondtemperatuur ten minste moet oplopen tot 80°C, is een effectieve methode om aaltjes te doden voordat een gewas wordt geplant of gezaaid, maar doodt zowel de schadelijke als de nuttige bodemfauna.

### Vanggewas
CSIRO heeft een 13- tot 14-voudige afname van de populatiedichtheden van Meloidogyne javanica-aaltjes gevonden in percelen met het sareptamosterdras Nemfix (Brassica juncea var. juncea) als groenbemester, dat dient als vanggewas voor de aaltjes.
Door de wortels van het vanggewas worden de larven uit de cysten gelokt, maar ze kunnen zich hierop niet vermeerderen. Ook kan bladrammenas als groenbemester ingezet worden tegen het bietencystenaaltje en aardappelmoeheid, maar bladrammenas is een waardplant van het witte (Heterodera schachtii) en het gele bietencystenaaltje (Heterodera trifolii). Daarom moeten er tegen deze aaltjes resistente rassen van bladrammenas worden gebruikt.

## Grondmonsteronderzoek
De grond kan onderzocht worden op het voorkomen van plantenparasitaire aaltjes en de te verwachte schade aan het gewas. Een grondmonster kan in Nederland onderzocht worden door onder andere De Groene Vlieg, Eurofins Agro, HLB (Hilbrands Laboratorium), Nederlandse Algemene Keuringsdienst, Nemacontrol en het Roba Laboratorium.
Bij het grondonderzoek naar vrijlevende aaltjes wordt het grondmonster gespoeld en kruipen de vrijlevende aaltjes door een filter naar een opvangplaats. Vervolgens kunnen ze onder een microscoop op naam gebracht worden en kan hun aantal bepaald worden. Ook kunnen de aaltjes op grond van hun DNA op naam gebracht worden.
Bij het grondonderzoek naar cystenaaltjes wordt het grondmonster met speciale apparatuur gespoeld en worden de resten van het uitgespoelde monster onder een microscoop onderzocht. Hierbij worden het aantal levenskrachtige cysten, het aantal eieren en het aantal larven bepaald.
Bij het grondonderzoek naar wortelknobbelaaltjes worden de grondmonsters geanalyseerd met de incubatietechniek, zodat ook de aaltjes in het plantenweefsel worden meegenomen.